# Epizootic ulcerative syndrome
Het epizootic ulcerative syndrome (EUS) is een complexe, seizoensgebonden visziekte die wordt gekenmerkt door de aanwezigheid van de schimmel Aphanomyces invadans. Het belangrijkste uitwendige symptoom bestaat uit zweerachtige plekken, die waarschijnlijk het gevolg zijn van secundaire infecties door opportunistische bacteriën als Aeromonas hydrophila en A. sobria.
De gevreesde schimmel dringt daarnaast ook de lichaamsholte binnen, wat veelal dodelijke consequenties heeft. In Zuid- en Zuidoost Azië is het een endemische ziekte, maar nog niet zo lang geleden is EUS ook in het westelijke deel van het continent vastgesteld. De Europese Commissie, die stelt dat de ziekte een gevaar vormt voor zowel in het wild voorkomende als gekweekte vissen, heeft onlangs ter voorbereiding van een nieuwe richtlijn, verstrekkende maatregelen voorgesteld, waaronder totale invoerverboden.

## Gevoelige soorten
Deze richtlijn beschouwt de volgende zes geslachten als gevoelig voor het epizootic ulcerative syndrome: Puntius (126 soorten), Channa (28), Trichogaster (5), Mastacembelus (61), Labeo (105), Catla (3) en Mugil (18), en stelt voor om de import te verbieden uit gebieden die niet bewezen vrij zijn van de ziekte. 